# Tablas (Insel)
Tablas ist eine Insel in der Sibuyan-See und gehört zu den Philippinen.
Im Westen erstreckt sich die Tablas-Straße und dahinter befindet sich die große Insel Mindoro. 10 km im Osten – hinter der Romblon-Passage – liegt die Nachbarinsel Romblon und im Süden Panay. 
Die Insel gehört zur philippinischen Provinz Romblon.
Im Südosten befindet sich der Flughafen Tugdan.

Die Insel Tablas im Westen der Sibuyan-See